# Taxkorgan
Taxkorgan (ook: Tasjkoergan, Tashkorgan, Tashkurgan, Taj Qurghan of Tashiku'ergan, Oeigoers: تاشقورغان بازىرى of Tashqurghan baziri, Sarikoli: [tɔʃqyrʁɔn buzur]; Vereenvoudigde Chinese karakters: 塔什库尔干镇; Traditionele Chinese karakters: 塔什庫爾幹鎮, Hanyu pinyin: Tǎshíkù'ěrgān Zhèn) is de belangrijkste stad en de zetel van het Autonoom Tadzjieks Arrondissement Taxkorgan in de prefectuur Kaxgar, Xinjiang, Volksrepubliek China.
De naam betekent "Stenen fort" of "Stenen toren" in het Turks. Historisch werd de stad ook wel Sarikol (سريكال) of Sariqol (سرقول) genoemd, en Varshadeh in het Perzisch.

## Geografie
Taxkorgan is de hoofdstad van het Autonoom Tadzjieks Arrondissement Taxkorgan. Het is gelegen op een hoogte van 3090 meter  nabij de grens met Afghanistan en Tadzjikistan, en niet ver van de grens met Kirgizië en Pakistan. Taxkorgan is een marktstad voor schapen, wol en wollen goederen, met name tapijten, en is omgeven door boomgaarden. De meerderheid van de bevolking in de stad zijn etnische Tadzjieken. De meerderheid van de mensen in de regio spreken Sarikoli. Er is ook een dorp met Wachi-sprekers. Chinees en Oeigoers worden eveneens gesproken.
De Taxkorgan-rivier (Taxkorgan He) begint net ten noorden van de Khunjerabpas en stroomt noordwaarts langs de Karakoram Highway naar Taxkorgan. Net ten noorden van Taxkorgan buigt ze naar het oosten en stroomt door een kloof naar het Tarimbekken waar ze samenkomt met de Yarkand.

### Karakoram Highway
Taxkorgan is gelegen aan de Karakoram Highway die de oude zijderoute van China naar Pakistan volgt. Ze ligt ongeveer 230 km vanaf Kaxgar, en is de laatste stad voor de grens met Pakistan. Via de Khunjerabpas is het 120 km tot Sust, de Pakistaanse grensstad. De grensovergang op de Khunjerabpas (de hoogste grenspost ter wereld) is alleen geopend tussen 1 mei en 15 oktober. In de winter zijn de wegen onbegaanbaar door sneeuw.

### Klimaat
Taxkorgan heeft een koud woestijnklimaat (Köppen BWk), beïnvloed door de grote hoogte, met lange, zeer koude winters en warme zomers. De maandelijkse gemiddelde dagtemperaturen variëren van -11,9 °C in januari tot 16,4 °C  in juli, met een jaarlijkse gemiddelde van 3,58 °C. De gemiddelde neerslag per jaar is slechts 68 millimeter.

## Geschiedenis
Taxkorgan heeft een lange geschiedenis als halteplaats op de zijderoute. Belangrijke karavaanroutes van Kaxgar in het noorden, Kargilik in het oosten, Badachsjan in het westen, en Gilgit-Baltistan en Chitral in het zuidwesten kwamen hier samen. De stad wordt wel geïdentificeerd met de "Stenen Toren" van Claudius Ptolemaeus en andere auteurs. Deze lag halverwege Europa en China, en was de plaats waar karavanen uit het Westen die uit China ontmoetten om handel te drijven.
Taxkorgan wordt genoemd als hoofdstad van het Koninkrijk Sarikol (色 勒库尔) van het Pamir-gebergte, en van het land Qiepantuo (朅 盘 陀). Omstreeks het begin van de jaartelling, ten tijde van de Han-dynastie, wordt het genoemd in het Boek van de Han en Boek van de Late Han als het belangrijkste centrum van het Koninkrijk Puli (Puli guo 蒲犁国, een van de Zesendertig Rijken van de Westelijke Gebieden (Xiyu Sanshiliu guo, 西域 三 十六 国). In de periode van het Koninkrijk Wei en de Jin-dynastie breidde haar gebied zich geleidelijk uit. Het in de Weilüe vermelde Koninkrijk Manli (满 犁) verwijst waarschijnlijk ook naar Taxkorgan.
Taxkorgan was een protectoraat van de Parthen en daarna Sassaniden. Na de Chinese verovering omstreeks 640 van de Westelijke Gebieden tijdens de Tang-dynastie werd er de Pamir militaire post (cōnglǐng shǒuzhuō, 葱岭 守 捉) gevestigd. De boeddhistische monnik Xuanzang bezocht Taxkorgan rond 649, op weg van Badachsjan naar Hotan.
Over Qiepantuo vermeldt hij:
"Het land is ongeveer 200 li in omtrek. De hoofdstad bevindt zich op een grote steile rots, omspoeld door de Śitâ-rivier. Ze is ongeveer 20 li in omtrek."
Vervolgens vermeldt hij de volgende legende: Een Han-prinses onderweg om een Perzische koning trouwen werd tijdens een plaatselijke opstand voor haar veiligheid op een hoge rots geplaatst. Ze werd zwanger van een mysterieuze vreemdeling, en schonk het leven aan een machtige koning, de stichter van de dynastie die op het moment van Xuanzangs bezoek aan de macht was.
Toen Aurel Stein de stad in de vroege twintigste eeuw bezocht noteerde hij een andere versie van deze legende, waarin de prinses de dochter van de Perzische koning Naushīrvān was.
Uitgaande van de topografie en restanten in de omgeving Taxkorgan betoogde Stein dat het fort en de bijbehorende nederzettingen duidelijk een centrale plaats in het grotere Sarikol-gebied innamen, en de routes van de Oxus naar de oases van Zuid-Toerkestan beheerste.
Xuanzang beschrijft een belangrijke boeddhistische tempel met hoge torens. Dit leidt Stein tot de speculatie of het een paar honderd meter ten noordoosten van de stad gelegen bedevaartsoord gewijd aan de 17e-eeuwse Shāh Auliya door de eeuwen heen een nog langer, maar veranderend, lokaal gebruik als heilige plaats heeft gehad.
Na de Slag om Talas in 751 verloor China zijn greep op Centraal-Azië. Uiteindelijk kwam het gebied onder het Oeigoerse Rijk en de bevolking werd tot de islam bekeerd. In de 9e eeuw kwam het onder de Karachaniden, en in 1223 onder het Mongoolse Rijk, en na het uiteenvallen daarvan in 1225 onder het Kanaat van Chagatai. In deze periode werd de stad herbouwd. Op de noordoostelijke hoek van de stad is een groot fort bekend als het Kasteel van de Prinses, daterend uit deze tijd. Nabij het fort bevinden zich de resten van een Zoroastrische tempel.
In het midden van de 18e eeuw heroverde de Qing-dynastie de gebieden voor China. Tijdens de heerschappij van Guangxu (1875-1908) werd de stad tot de huidige staat gerestaureerd. De stadspoorten, wallen, schietgaten en kantelen zijn goed bewaard gebleven.
De stad werd in 2001 aan de lijst van monumenten van de Volksrepubliek China toegevoegd (5-138).

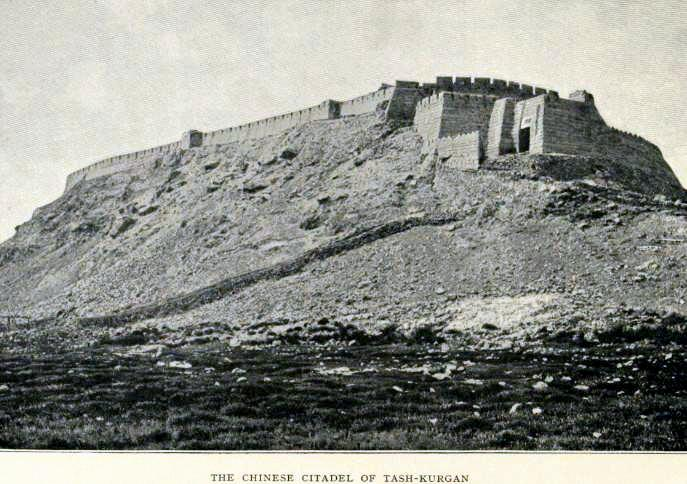
Het fort in 1909
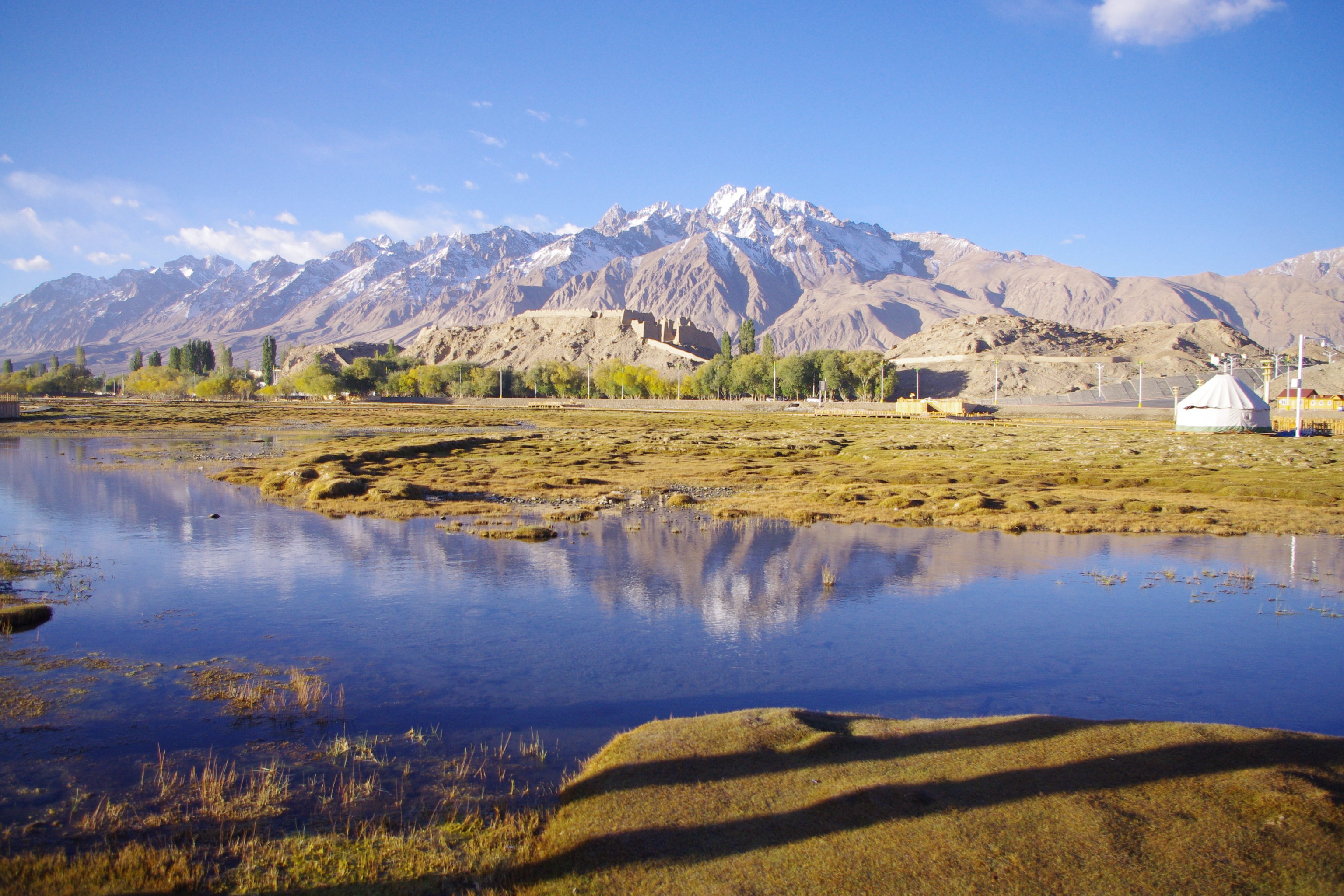
Het fort met op de achtergrond het Sarikolgebergte
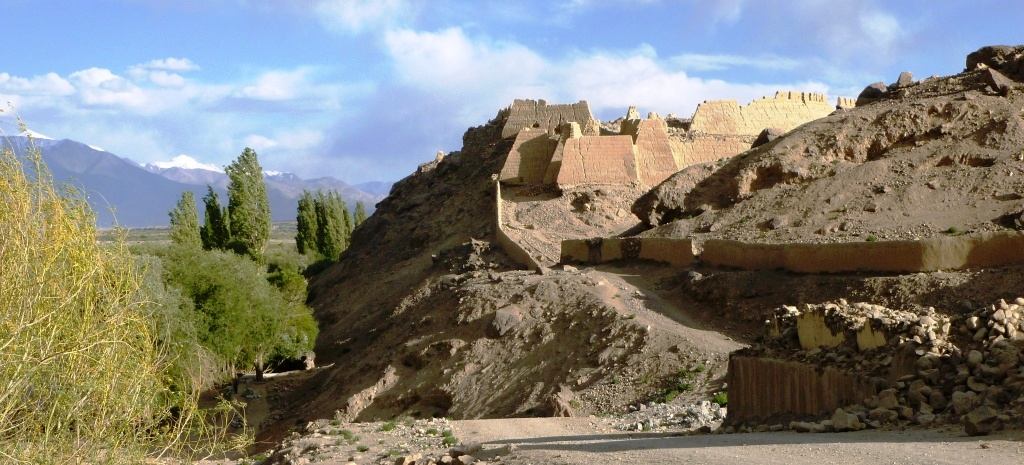
Het fort in 2011

### Museum
In Taxkorgan bevindt zich een museum met een paar lokale vondsten en een fotografische expositie. In de kelder bevinden zich twee mummies: een van een jonge vrouw van ongeveer 18 jaar, en een andere van een baby (niet de hare) van ongeveer drie maanden. Ze worden beschreven als afkomstig uit de bronstijd tot de late ijzertijd. De mummies werden ontdekt in de nabijgelegen Xiabandi-vallei, op de oude karavaanroute naar Yarkand. De vallei is nu overstroomd door een stuwmeer.